# Nuillé-le-Jalais
Nuillé-le-Jalais är en kommun i departementet Sarthe i regionen Pays de la Loire i nordvästra Frankrike. Kommunen ligger i kantonen Montfort-le-Gesnois som tillhör arrondissementet Mamers. År 2022 hade Nuillé-le-Jalais 529 invånare.

## Befolkningsutveckling
Antalet invånare i kommunen Nuillé-le-Jalais
| Referens: INSEE |